# Луи де Шалон-Арле
Луи де Шалон-Арле (фр. Louis de Chalon-Arlay; ок. 1448, Нозеруа — 2 марта 1476, близ Грансона) — сеньор де Шато-Гийон, рыцарь ордена Золотого руна.
Старший сын Луи II де Шалон-Арле, принца Оранского, и его второй жены Элеоноры д’Арманьяк.
В 1461 году отец передал ему титул виконта де Безансон и сеньорию Шато-Гийон, и отправил на воспитание при Бургундском дворе, где Луи стал пажом Карла Смелого. В своем завещании Луи II дал детям от второго брака преимущество при разделе наследства, поскольку их мать была королевского происхождения. Луи воспользовался этим, чтобы захватить владения старшего брата Гильома VII. В начавшейся тяжбе он добился частичного успеха благодаря поддержке Филиппа III Доброго, а затем Карла Смелого.

Герб Луи де Шалон-Арле

В 1465 году герцог Бургундский посвятил его в рыцари.
В 1468 году Луи был принят в орден Золотого руна, сначала в качестве заместителя Шарля, герцога Нормандского. Когда проект брака между принцем и дочерью Карла Смелого провалился, и 30 ноября 1469 года было объявлено о его отказе вступить в орден, Луи стал рыцарем вместо него.
В 1468 году участвовал в бургундском падарме «Золотое Древо» (pas d'armes de l'Arbre d'Or).
В 1474—1475 годах принимал участие в осаде Нойса. В это время швейцарцы напали на его владения в Во. Герцог направил Луи на защиту Франш-Конте, нанес швейцарцам поражение при Понтарлье и отбил Жунь, но в битве при Грансоне погиб, возглавив кавалерийскую атаку линий швейцарских пикинёров.
Луи не был женат, и оставил только внебрачного сына Жана де Шалона.